# سید احمد سلامتیان
سید احمد سلامتیان (متولد ۱۳۲۳) فعال سیاسی ایرانی است که نماینده مردم اصفهان و ورزنه در دوره اول مجلس شورای اسلامی و مسئول دفتر هماهنگی ابوالحسن بنی‌صدر نخستین رئیس‌جمهور ایران بود. سلامتیان از هواداران مهم بنی‌صدر در مجلس اول و از مخالفان برکناری وی بود که در مخالفت با طرح عدم کفایت سیاسی بنی‌صدر صحبت کرد؛ که پس از برکناری او به زندان افتاد. او معاون سیاسی وزیر امور خارجه در دوران وزارت کریم سنجابی و از اعضای سابق جبهه ملی ایران بوده و حدود سه دهه است که در فرانسه به سر می‌برد و به عنوان تحلیل‌گر سیاسی مسائل ایران فعالیت می‌کند.